# Cornelius Johannes Barchman Wuytiers
Cornelius Johannes Barchman Wuytiers (Utrecht, 1692 - 13 mei 1733) was een Nederlandse oudkatholieke aartsbisschop van Utrecht.
Barchman Wuytiers werd op 15 mei 1725 gekozen tot aartsbisschop van Utrecht ondanks hevig protest van paus Benedictus XIII, en evenals zijn voorganger werd hij gewijd door Dominique Marie Varlet. Hij werd geprezen wegens zijn theologische kennis en geestelijke ijver. Hij zou in Amsterdam enkele wonderen verricht hebben.
- Biografisch Portaal: 56458611
- Digitale Bibliotheek voor de Nederlandse Letteren: wuyt003
- Gemeinsame Normdatei: 1036934357
- International Standard Name Identifier: 0000 0001 2211 4701
- Library of Congress Control Number: no92001854
- Nationale Bibliotheek van Tsjechië: av20211130641
- Nederlandse Thesaurus van Auteursnamen: 143296493
- Système universitaire de documentation: 148476341
- Virtual International Authority File: 58644112
- WorldCat: E39PBJc3PgGRfmkjKM9XgkmfMP